# Décembre 1862

## Événements
- Le corps expéditionnaire français au Mexique compte 31 000 hommes et 50 pièces d'artillerie.

- 8 décembre : traité des Dappes entre la France et la Suisse.
- 13 décembre, États-Unis : victoire de Lee sur le nordiste Burnside à Fredericksburg en Virginie.
- 17 décembre : déclenchement d'une insurrection contre les Français en Indochine.
- 31 décembre, États-Unis : début de la bataille de la Stones River.

## Naissances
- 3 décembre : Jules Renkin, avocat et homme politique belge († 15 juillet 1934).
- 4 décembre : Constant Montald, peintre et sculpteur belge († 5 mars 1944).
- 12 décembre : Fernand Maillaud, peintre et illustrateur français († 30 août 1948).
- 18 décembre : Carlo Petitti di Roreto, général et homme politique italien. († 27 janvier 1933).

## Décès
- 26 décembre : Nicolas Murad (né en 1799), prélat maronite, archevêque de Laodicée.
- 29 décembre : François-Nicolas-Madeleine Morlot, cardinal français, archevêque de Paris (° 28 décembre 1795).